# Raïon de Kamianets-Podilskyï
Le raïon de Kamianets-Podilskyï (en ukrainien : Кам’янець-Подільський район) est un raïon situé dans l'oblast de Khmelnytskyï en Ukraine. Son chef-lieu est Kamianets-Podilskyï.
Avec la réforme administrative de l'Ukraine en 2020, le raïon absorbait le raïon de Dounaïvtsi, celui de Chemerivtsi, et celui de Nova Ushytsia.

## Patrimoine
Le Château de Tchornokozyntsi, le parc national Podilski Tovtry.

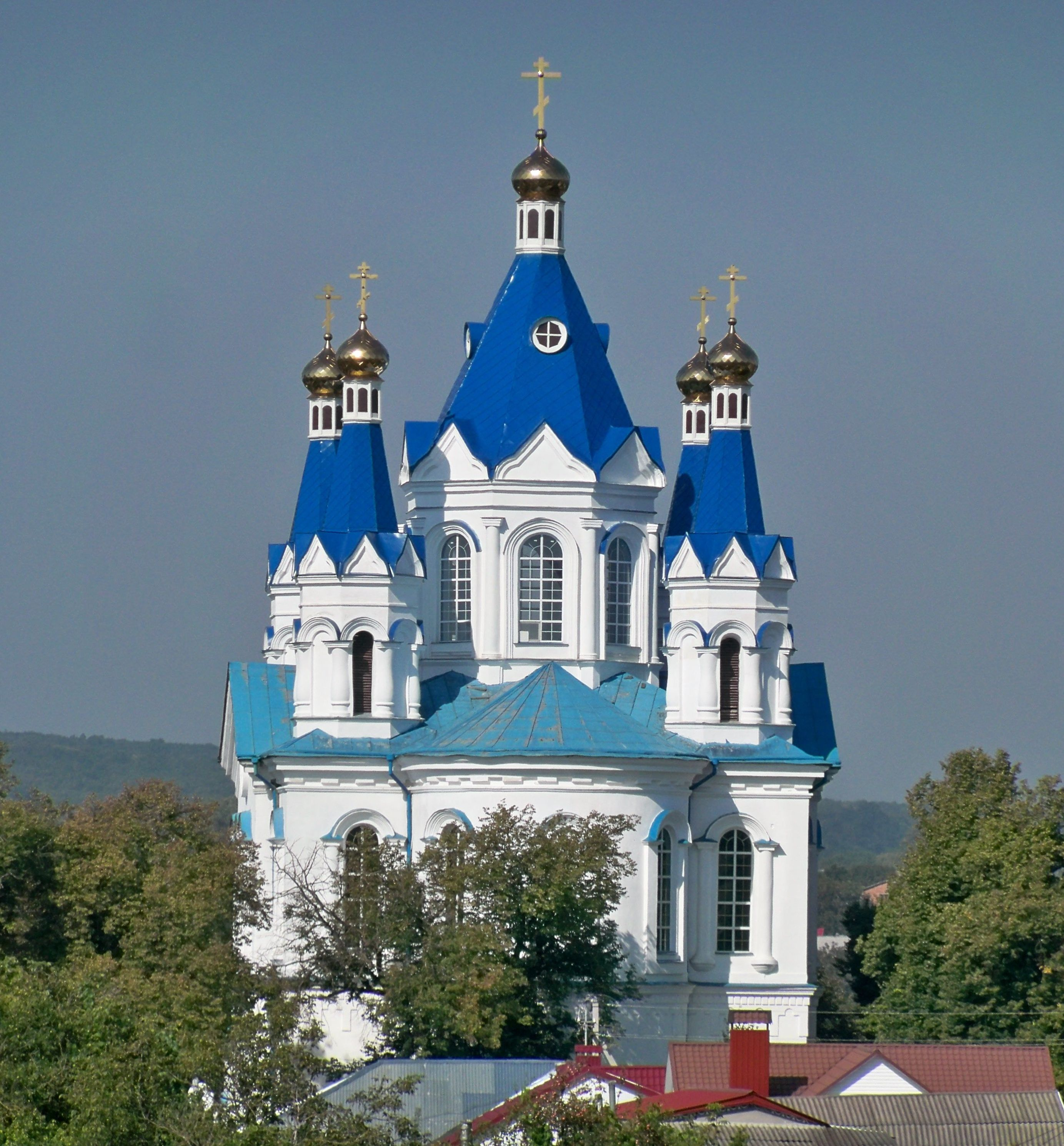
La Cathédrale Saint-Georges de Kamianets-Podilskyï, classée[1],
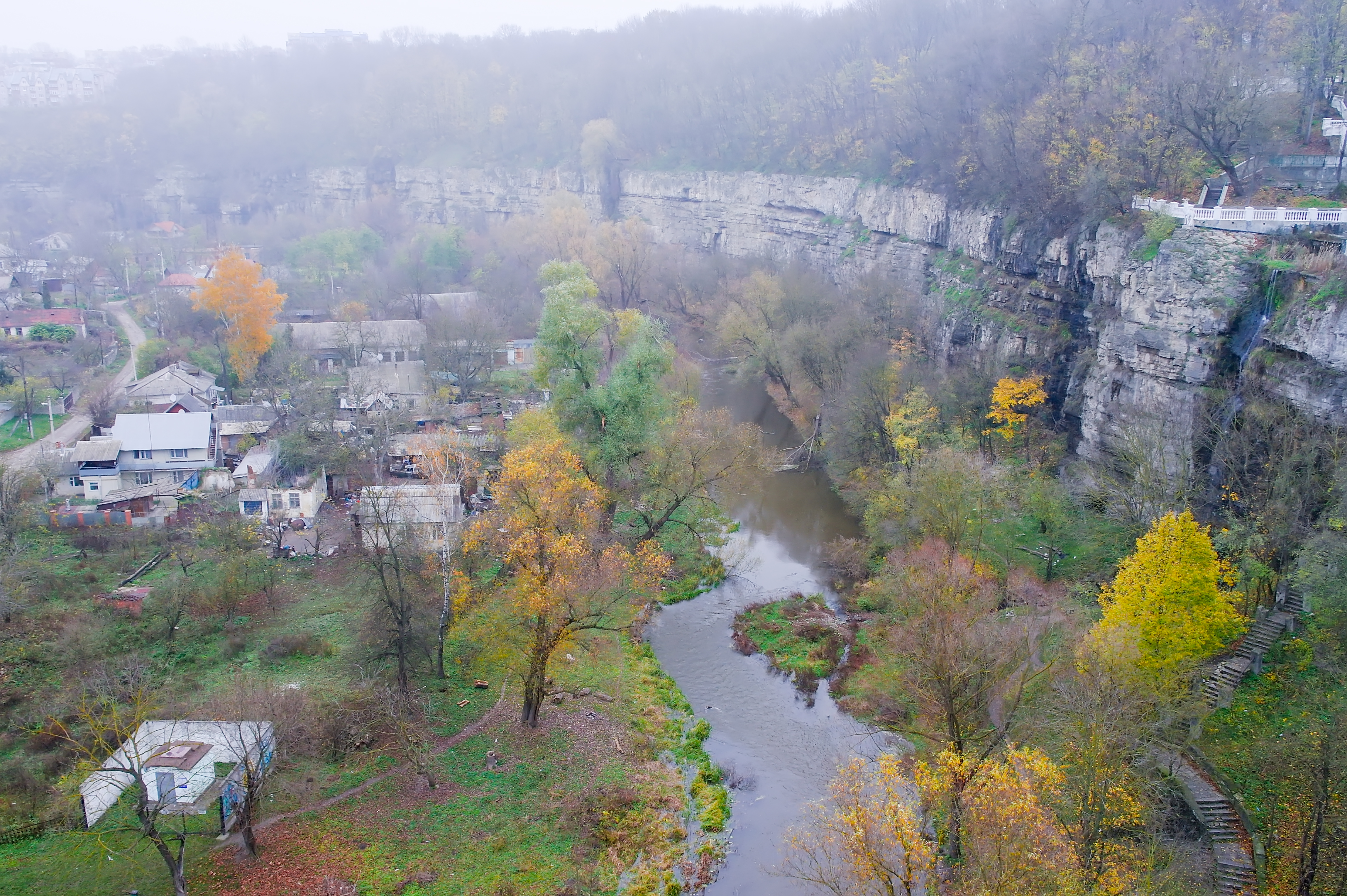
la réserve du canyon de Smotrych classée[2],
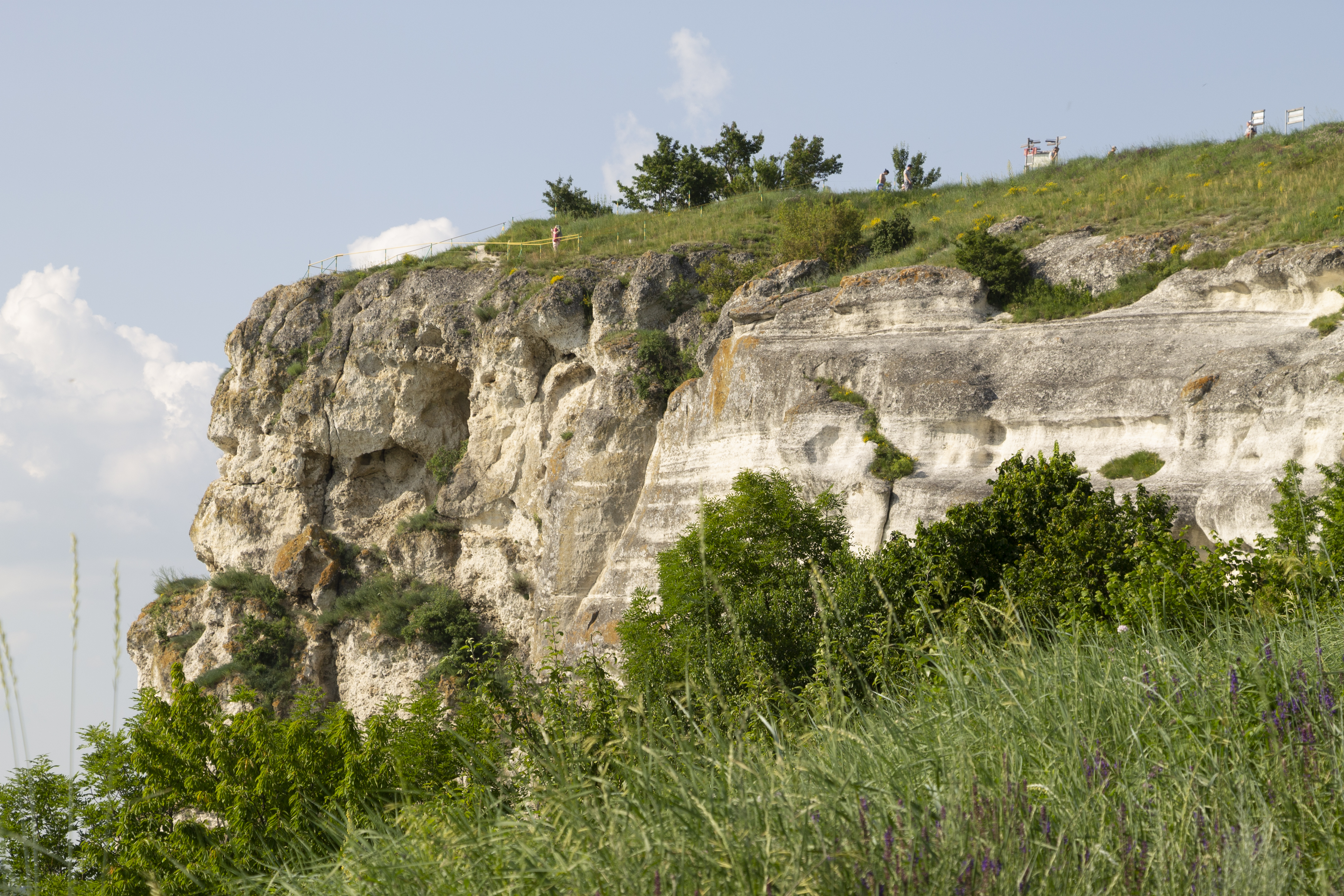
monastère des grottes de Batoka, classée[3],
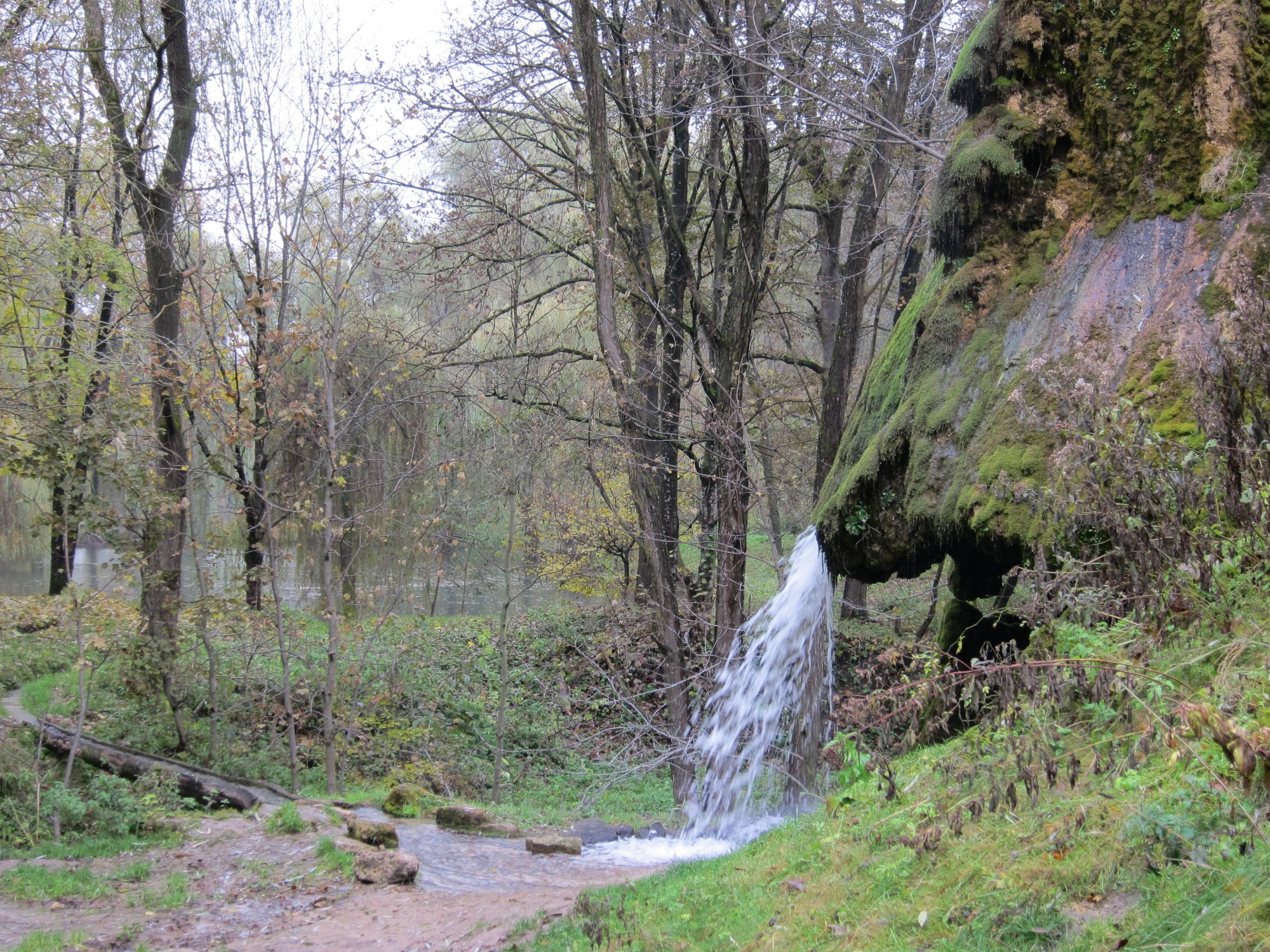
le parc de Maliivetski classée[4],[5],
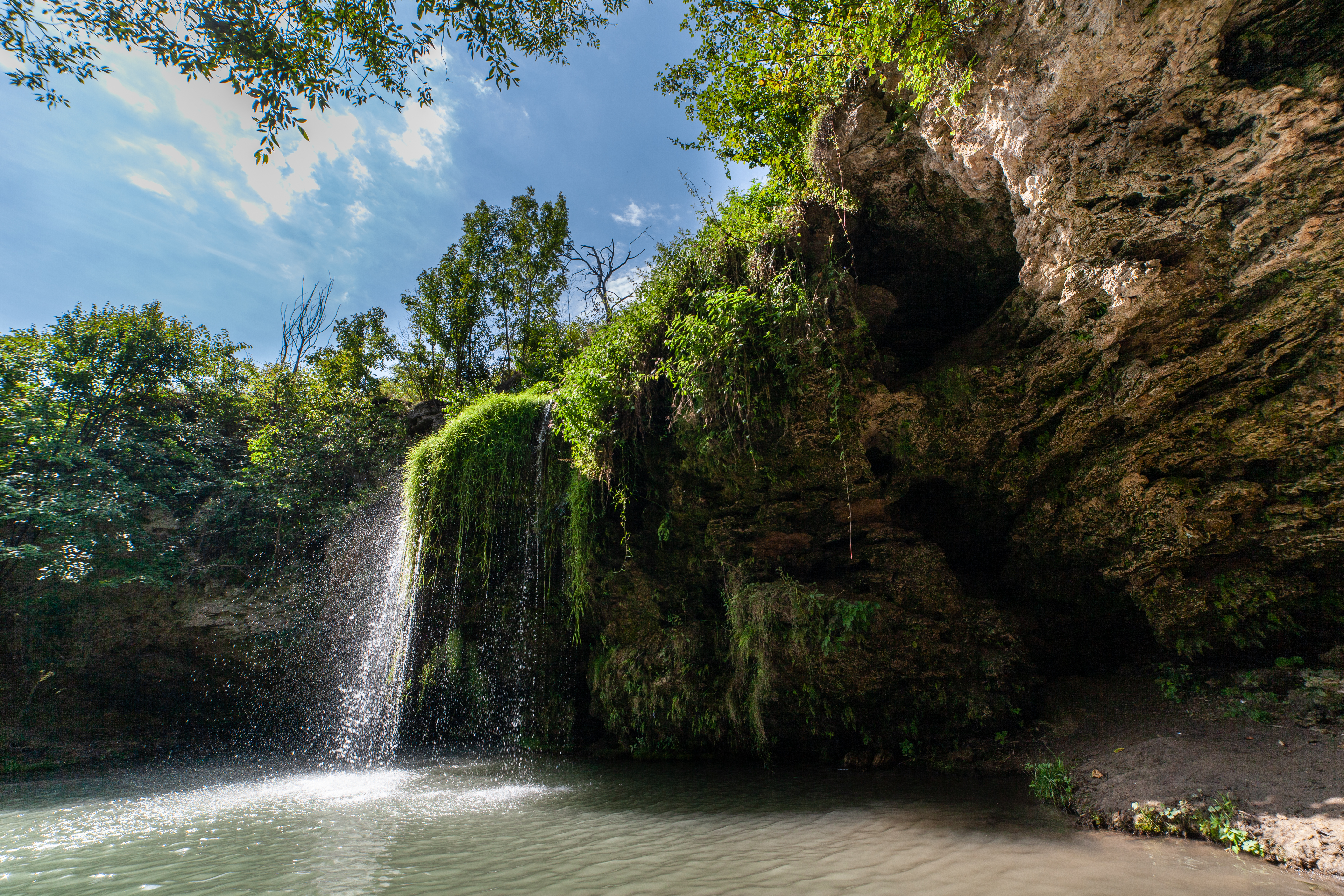
la réserve de Bobrovytskyi classée[6],
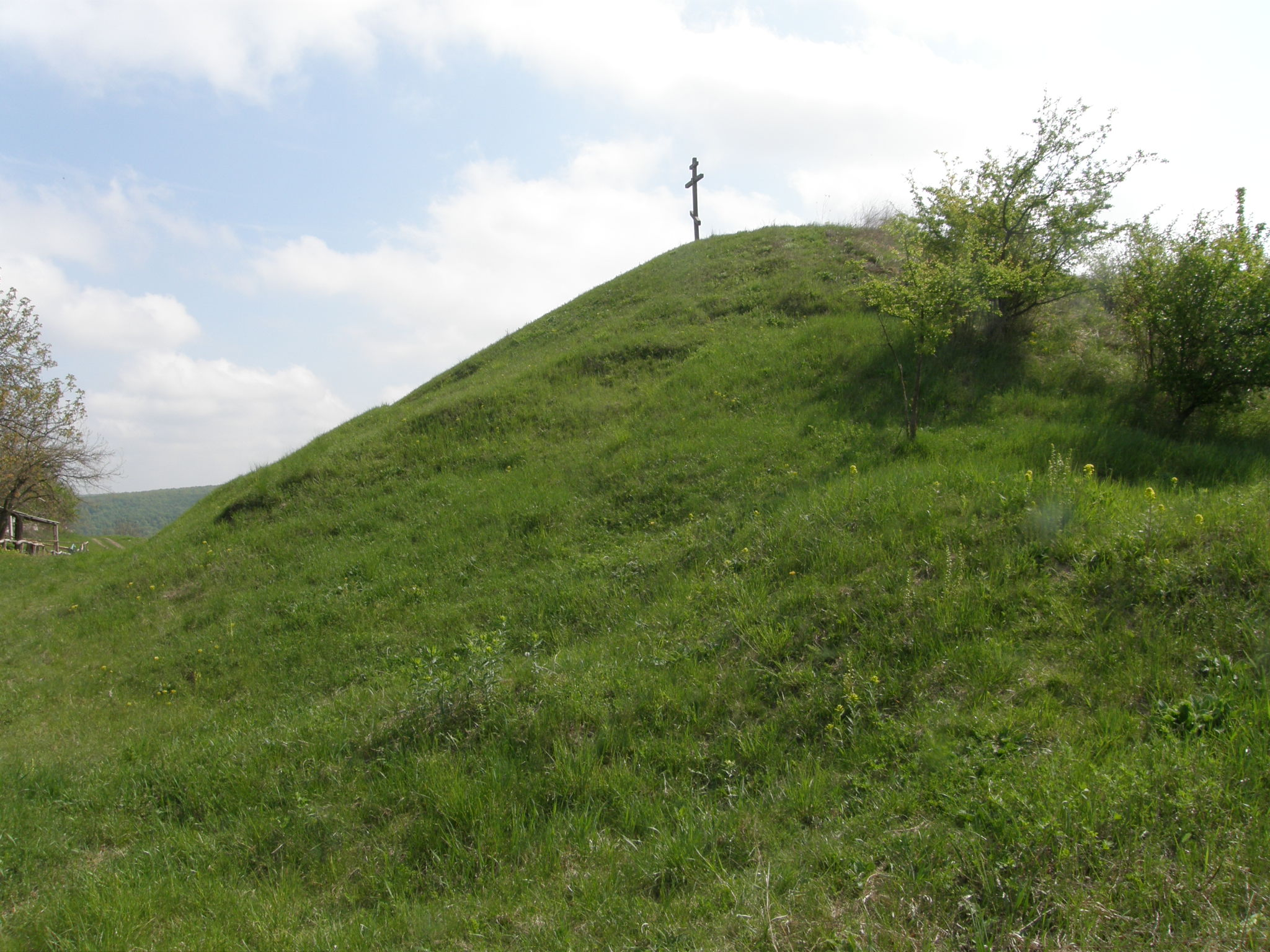
le fort de Rudkovek,
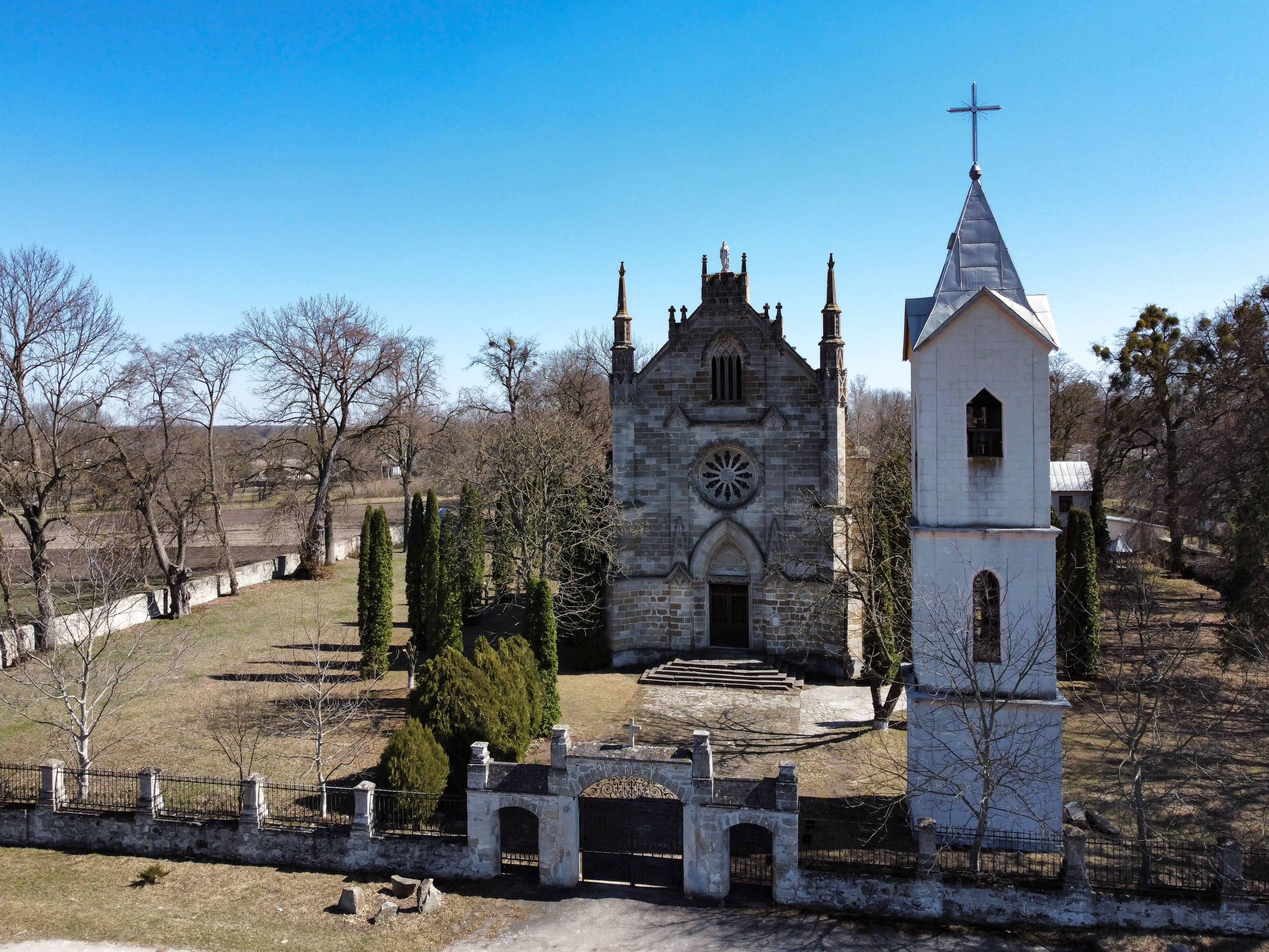
église st-Joseph, classée[7],
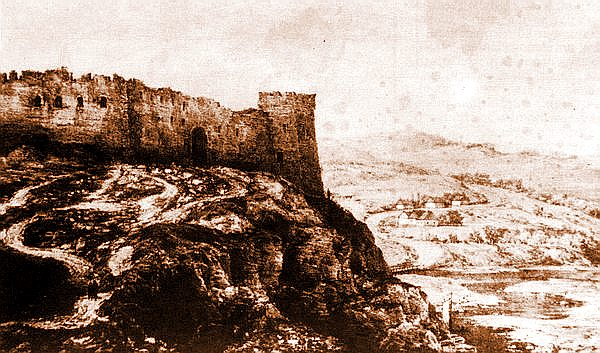
le château de Jvanets, classée[8].